# Lockheed Advanced Development Programs
Lockheed Advanced Development Programs (kurz ADP; auch bekannt unter der Bezeichnung Skunk Works, dt.: Stinktierwerke) ist eine geheimnisumwitterte Abteilung der US-amerikanischen Firma Lockheed Martin zur Entwicklung von exotischen Waffensystemen und Technologien, hauptsächlich von Kampf- und Experimentalflugzeugen, die ihrer Zeit jeweils weit voraus sind. Umgangssprachlich werden diese Entwicklungen auch als Black Projects bezeichnet, wobei die Arbeiten in engster Zusammenarbeit mit der United States Air Force geschehen. Die Abteilung beschäftigt rund 3.600 Mitarbeiter, welche zu höchster Verschwiegenheit verpflichtet sind.

## Geschichte

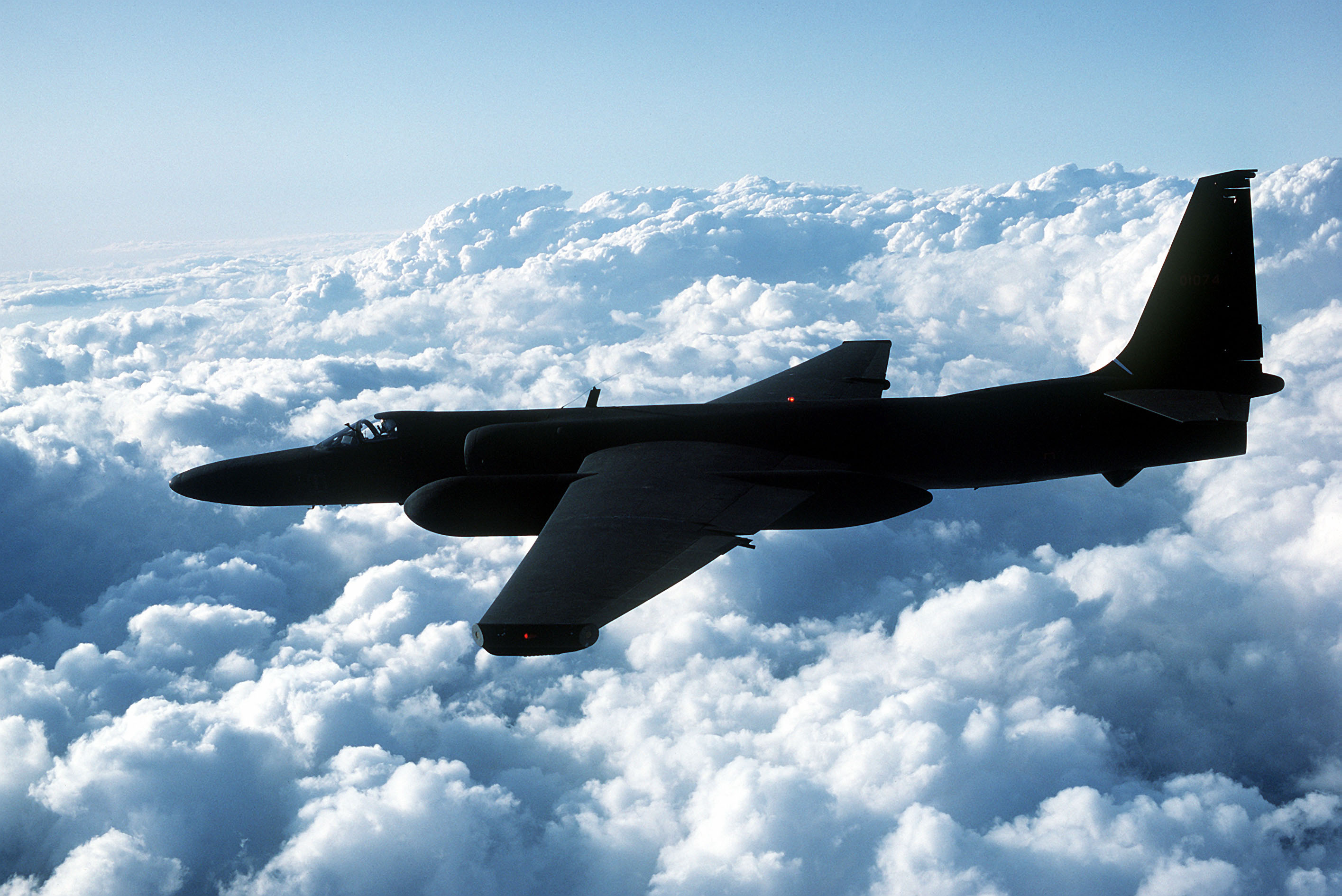
Lockheed U-2

Die Skunk Works wurden im Juni 1943 von Clarence „Kelly“ Johnson als Advanced Development Projects innerhalb des Lockheed Unternehmens gegründet. Hierfür durfte Johnson 27 Ingenieure und 105 Mechaniker aus anderen Lockheed-Kriegsprojekten rekrutieren. Auslöser für die Gründung war der Auftrag der US Army Air Forces zur Entwicklung eines strahlgetriebenen Jagdflugzeugs rund um das britische de-Havilland-Goblin-Triebwerk, die innerhalb von sechs Monaten abgeschlossen sein sollte. Die Abteilung war zunächst in Burbank, Kalifornien beheimatet. Unter der Leitung von Kelly Johnson entstand der Prototyp der P-80 in nur 143 Tagen.
1955 erhielten Lockheed beziehungsweise die Skunk Works von der CIA den Auftrag, den Aufklärer U-2 zu entwickeln und zu bauen. Das Flugzeug konnte auf dem Testgelände von Groom Lake (Area 51) eingeflogen werden, das zu diesem Zweck ausgesucht und das erste Mal benutzt worden war. Der erste Einsatzflug zu Spionagezwecken erfolgte am 4. Juli 1956 über der Sowjetunion.
Mit der A-12 Oxcart von 1959 und der SR-71 Blackbird kam es zu Nachfolgeentwicklungen. Die fünf Prototypen kosteten 96 Millionen Dollar. Aufgrund der zu lösenden Probleme kam es erst 1962 zum Erstflug. Eine Jagdversion wurde storniert, mit dem Zweisitzer SR-71 (Erstflug 1966) war die Aufklärungsversion bis 1989 im Einsatz.
Nach Kelly Johnson folgte 1975 Ben Rich als zweiter Präsident der Skunk Works. Mit dem Ende des Kalten Krieges zog die Abteilung 1989 auf die Site 10 der U.S. Air Force Plant 42 in Palmdale, Kalifornien um.
Im Rahmen des Projektes wurden unter anderem entwickelt:
- die P-80 Shooting Star
- die F-104 Starfighter
- die U-2 Dragon Lady
- die A-12 Oxcart und der Nachfolger SR-71 Blackbird
- die zur A-12 zugehörige Drohne D-21
- die Stealth-Bomber-Prototypen Have Blue und das Serienmodell F-117 Nighthawk
- der F-35 Joint Strike Fighter sowie
- das Überschallversuchsflugzeug X-59 QueSST

Ein wichtiger Gegenstand der Forschung und Entwicklung war und ist die Tarnkappentechnik (engl. stealth); so kam die Idee zu dem Stealth-Schiff Sea Shadow (IX-529) von den Skunk Works. Andere Projekte der neueren Zeit beschäftigen sich mit Drohnen wie beispielsweise dem Cormorant, aber auch Weiterentwicklungen bestehender Flugzeuge wie der SR-72.
In den Skunk Works in Palmdale ist heute eine Reihe von weiteren Firmen beheimatet, unter anderem auch Boeing mit dem Shuttle-Trägerflugzeug und der Präsidentenmaschine VC-25, beide auf Basis der Boeing 747. Northrop Grumman (NGC) baute dort zusammen mit Boeing den B-2-Bomber. NGC fertigt in genau diesen B-2-Hallen den Global Hawk, der jedoch in San Diego bei Ryan entwickelt wurde und wird. Die Reihe der spektakulären Entwicklungen, die in Palmdale entstanden sind, ist nach der Zeit des B-2 abgeflacht; so wurde sogar der Film Terminal mit Tom Hanks in einer der leerstehenden Hallen gedreht.

## Name

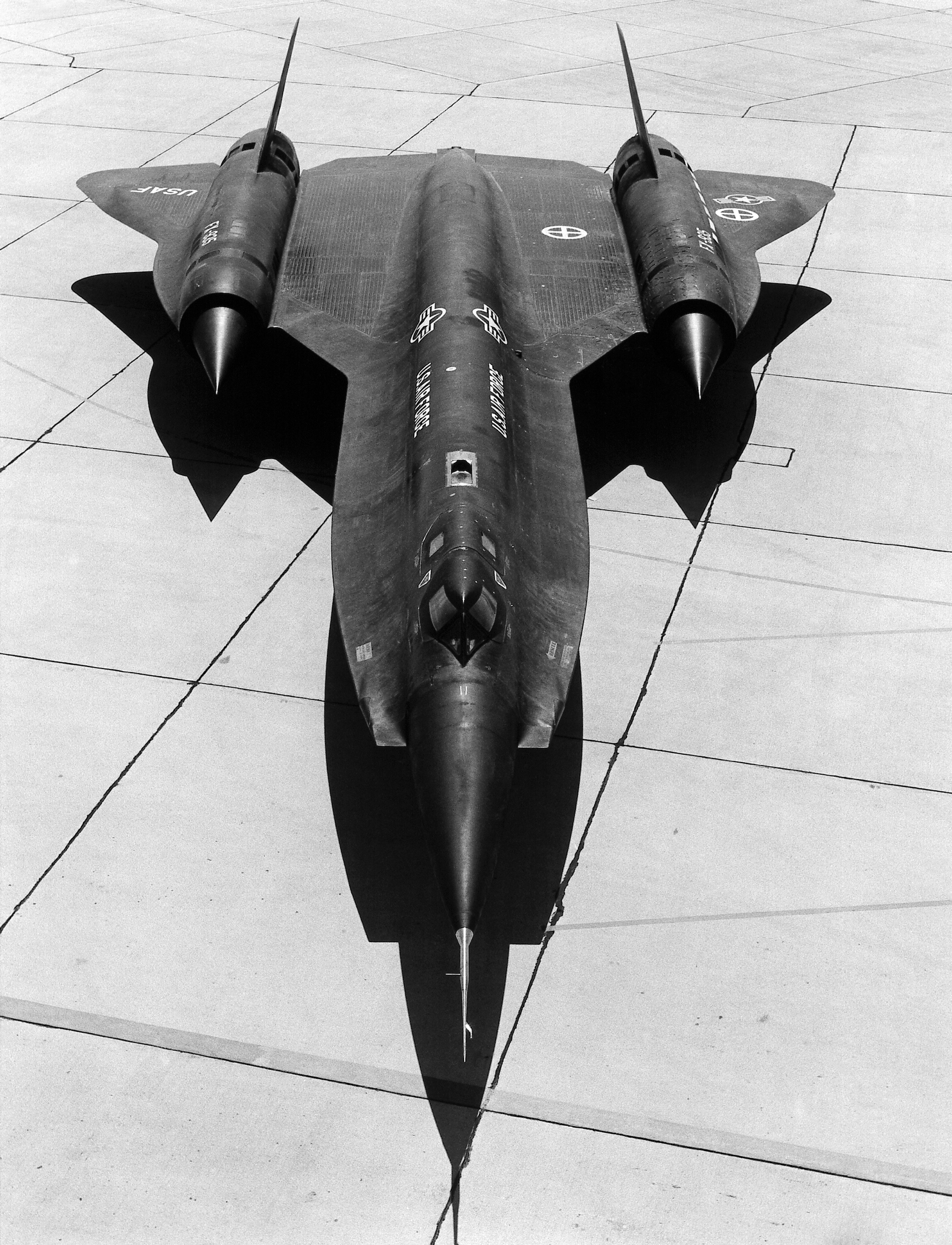
Lockheed YF-12A

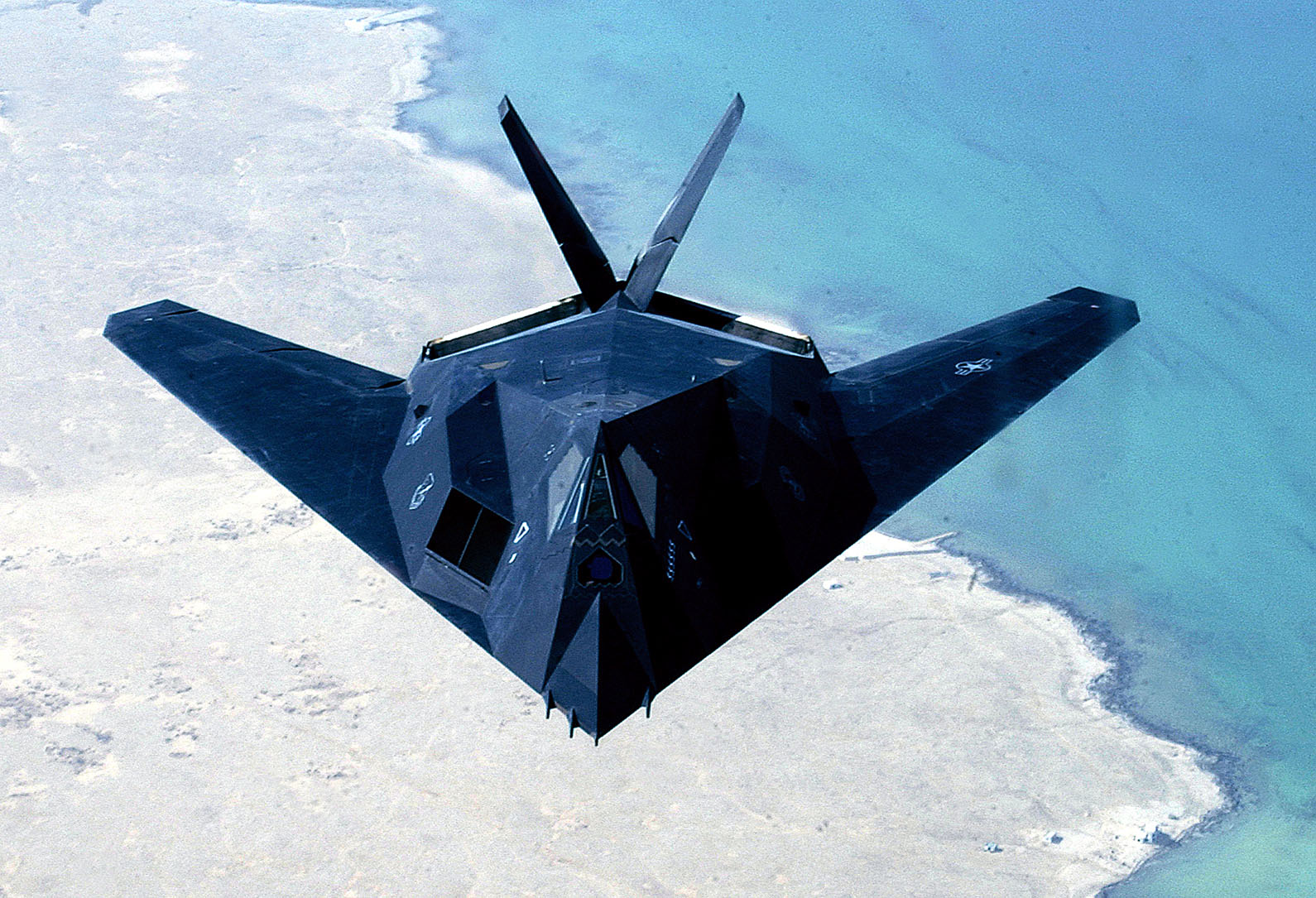
Lockheed F-117 Nighthawk

Die Bezeichnung Skonk Works taucht erstmals 1940 in verschiedenen Comic-Strips von Al Capp über Li’l Abner auf. Dort stellt ein gewisser „Inside Man“ namens Big Barnsmell in einer heruntergekommenen, Skonk Works genannten Fabrik oberhalb des Ortes Dogpatch das sogenannte „skonk oil“ aus toten Stinktieren (engl. ‚skunks‘) und alten Schuhen her. Welchem Zweck dieses seltsame Gebräu dienen soll, wird nicht näher definiert.
Der Name ist allerdings nicht nur Verballhornung. Vielmehr entstand er durch die Nähe der ursprünglichen Anlagen in Burbank zu einer geruchsintensiven Kunststofffabrik, was zu diversen internen Witzen (etwa dem Tragen von Gasmasken) führte. Die Taufe selbst geschah durch den Ingenieur Irving Culver. Als Reaktion auf den Geruch und die Geheimhaltung wurde die Anlage, in Anlehnung an die Fabrik aus dem Comic, intern von ihm als „Skonk Works“ bezeichnet. Als eines Tages die Marine wegen der Shooting Star anrief, wurde versehentlich auf Culvers Anschluss durchgestellt, der sich prompt, wie üblich, mit „Skonk Works, inside man Culver“ meldete. Auf ein erstauntes „What?“ wiederholte er die Bezeichnung und der Name blieb, wenn auch mit veränderter Schreibweise. In einem Interview von 1993 berichtete Culver, der leitende Ingenieur Clarence „Kelly“ Johnson hätte ihn daraufhin gefeuert, was aber nichts ausgemacht hätte, da er dies im Scherz ohnehin zweimal täglich tat.
Der Name der Abteilung bzw. Anlage wurde 1960 offiziell in Skunk Works geändert. Man hatte zuvor die Autoren des Comic-Strips gebeten, die Bezeichnung Skonk Works verwenden zu dürfen. Diese lehnten jedoch ab.
Die Bezeichnung Skunkworks oder skunk works dient heute im technischen Sektor als Bezeichnung für geheime Forschungs- und Entwicklungsprojekte. Der Name und das Stinktierlogo sind inzwischen eingetragene Warenzeichen der Firma Lockheed. Diese hat auch beim Patentamt der Vereinigten Staaten diverse Eintragungen inne und führte bereits Unterlassungsklagen gegen die Verwendung von aus ihrer Sicht irreführenden Domainnamen oder Teilen davon.
Der Begriff findet sich auch in der populären Sprache wieder:
- In der amerikanischen Fernsehreihe King of the Hill wird die Herrentoilette als Skunk Works bezeichnet. Sie dient Mr. Strickland, dem Chef, als Konferenzraum.
- In diversen, vor allem englischsprachigen Romanen und Fernsehserien, werden geheime Entwicklungslabore gerne als Skunk Works bezeichnet.